# Berts bryderier
Berts bryderier är en ungdomsroman i dagboksform från 1995 av de svenska författarna Anders Jacobsson och Sören Olsson. Boken handlar om Bert Ljung som går i 9:an, och utspelar sig mellan den 25 december och 13 februari.
Dagens dikt-temat i avslutningarna, som introducerades i Berts bekymmer, fortsätter. 

## Bokomslag
Bokomslaget visar Bert, som försöker trösta Nadja som är ledsen. Båda sitter på sängen i Berts ostädade rum. Under sängen syns två ögon titta fram.

## Handling
Bert försöker få tillbaka Nadja. Boken är också ganska fokuserad på de sångtexter på svenska som Bert skriver åt Heman Hunters, vilka alltmer är inriktade på politik och sociala orättvisor.
Under nyårsnatten deltar Bert i en fest i villan hos klasskamraten Christoffer Palm, vars föräldrar rest till Kanarieöarna. Festen är ganska stökig. Bert börjar även intressera sig för Patricia Tivenius. Åke är tillsammans med en hörselskadad tjej som heter Celine, och går i gymnasiets första ring.
Bert hittar även gamla Heman Hunters-texter han skrev i 6:an, bland andra Take the Night och Jäh Rocken Roll. När skolan börjar igen efter jullovet gör Bert en genomgång av sin klass. Bert berättar även om när hans farfarsfar Vladimir Livanov kom till Sverige.
När Bert besöker Nadja har hennes bröder jobb eller studerar. Rolf ("Roffe") är resande dataförsäljare, Ragnar ("Ragge") arbetar som personalchef på posten, medan Reinhold studerar till läkare på högskolan.
Boken använder 1995 års almanacka enligt den gregorianska kalendern, men refererar till dagen före 8 januari som söndag.